# Стодольська сільська рада
Сто́дольська сільська́ ра́да — адміністративно-територіальна одиниця та орган місцевого самоврядування в Ніжинському районі Чернігівської області. Адміністративний центр — село Стодоли.

## Загальні відомості
Стодольська сільська рада утворена у 1919 році.
- Територія ради: 48,066 км²
- Населення ради: 562 особи (станом на 2015 рік)

## Населені пункти
Сільській раді підпорядковані населені пункти:
- с. Стодоли
- с. Переходівка

## Склад ради
Рада складається з 12 депутатів та голови.
- Голова ради: Борисенко Катерина Віталіївна
- Секретар ради: Москаленко Ольга Михайлівна

### Керівний склад попередніх скликань
| Прізвище, ім'я, по батькові   | Основні відомості                                                               | Дата обрання | Дата звільнення                                |
| ----------------------------- | ------------------------------------------------------------------------------- | ------------ | ---------------------------------------------- |
| Ласковець Микола Миколайович  | Сільський голова, 1950 року народження, безпартійний                            | 26.03.2006   | 31.10.2010                                     |
| Сандуленко Микола Леонідович  | Сільський голова, 1957 року народження, освіта середня спеціальна, безпартійний | 31.10.2010   | 02.01.2016 (дострокове припинення повноважень) |
| Борисенко Катерина Віталіївна | Сільський голова, 1957 року народження, освіта середня спеціальна, безпартійна  | 07.07.2016   |                                                |

Примітка: таблиця складена за даними сайту Верховної Ради України

### Депутати
За результатами місцевих виборів 2010 року депутатами ради стали:

#### За суб'єктами висування
| Суб'єкт висування | Кількість обраних депутатів | %   |
| ----------------- | --------------------------- | --- |
| Самовисування     | 14                          | 100 |

#### За округами
| № округу | Прізвище, ім'я, по батькові   | Дата визнання обраним | Освіта  | Партійна приналежність | Відомості про обраного депутата                       |
| -------- | ----------------------------- | --------------------- | ------- | ---------------------- | ----------------------------------------------------- |
| 1        | Науменко Володимир Іванович   | 03.11.2010            | вища    | позапартійний          | Стодольська загальноосвітня школа, вчитель            |
| 2        | Мохнатко Тетяна Василівна     | 03.11.2010            | середня | позапартійна           | пенсіонер                                             |
| 3        | Буряк Катерина Іванівна       | 03.11.2010            | середня | позапартійна           | тимчасово не працює                                   |
| 4        | Щербина Варвара Іванівна      | 03.11.2010            | середня | позапартійна           | пенсіонер                                             |
| 5        | Примак Валентина Михайлівна   | 03.11.2010            | вища    | позапартійна           | пенсіонер                                             |
| 6        | Москаленко Ольга Михайлівна   | 03.11.2010            | середня | позапартійна           | Стодольська сільська рада, секретар                   |
| 7        | Москаленко Наталія Миколаївна | 03.11.2010            | середня | позапартійна           | Відділення зв'язку с. Стодоли, завідувачка відділення |
| 8        | Штик Іван Миколайович         | 03.11.2010            | середня | позапартійний          | ТОВ"Ніжин-Агро", охоронець                            |
| 9        | Москаленко Ганна Григорівна   | 03.11.2010            | середня | позапартійна           | Мринське лісництво, сезонний працівник                |
| 10       | Балюк Наталія Федорівна       | 03.11.2010            | середня | позапартійна           | Стодольська загальноосвітня школа, техпрацівник       |
| 11       | Подтьоп Григорій Олексійович  | 03.11.2010            | середня | позапартійний          | «Ніжинрайагроліс», лісник                             |
| 12       | Рижевський Микола Миколайович | 03.11.2010            | середня | позапартійний          | тимчасово не працює                                   |
| 13       | Риженко Ніна Михайлівна       | 03.11.2010            | середня | позапартійна           | тимчасово не працює                                   |
| 14       | Приходько Любов Миколаївна    | 03.11.2010            | середня | позапартійна           | тимчасово не працює                                   |

За результатами місцевих виборів 2015 року депутатами ради стали